# Nakajima G5N
De Nakajima G5N Shinzan (Japans: 深山) was een zware bommenwerper van de Japanse Keizerlijke Marine tijdens de Tweede Wereldoorlog. De officiële codenaam van dit type vliegtuig was Shinzan met de geallieerde codenaam Liz. 
De Japanse marine had de behoefte aan een bommenwerper met een groot bereik. Het vliegtuig moest met een bommenlast of torpedo’s een afstand van ruim 5000 kilometer kunnen afleggen. Alleen viermotorige vliegtuigen konden hieraan voldoen. De eigen vliegtuigindustrie had geen ervaring met dit soort grote toestellen. Nippon Koku, een civiele luchtvaartmaatschappij, wist een speciale versie van een Douglas DC-4 te kopen. Na levering werd het vliegtuig naar een fabriek van Nakajima Hikōki gebracht. Hier werd het vliegtuig uit elkaar gehaald en geïnspecteerd om met deze kennis de nieuwe bommenwerper te ontwikkelen.
Het resultaat was een volledig metalen vliegtuig met vier Nakajima radiaalmotoren. Elke motor had een vermogen van 1870 pk en was voorzien van vier propellers. Het kreeg verder een glazen neus, twee staartvlakken en een driepuntsonderstel.
Het eerste toestel met de aanduiding G5N1 maakte de eerste vlucht op 8 april 1941. Tijdens de testvluchten vielen de prestaties tegen, het vliegtuig was te zwaar en de motoren functioneerden niet optimaal. Verder was het een gecompliceerd toestel en daarmee moeilijk te onderhouden. Er werden nog drie toestellen geleverd. Twee latere toestellen kregen andere en meer betrouwbare motoren. Dit type kreeg de aanduiding G5N2. Dit was ook geen succes, de motoren van 1530 pk leverden minder vermogen, waardoor de prestaties nog meer tegenvielen.
De toestellen werden ingezet als transportvliegtuigen met de aanduiding G5N2-L Shinzan-Kai Transport. 

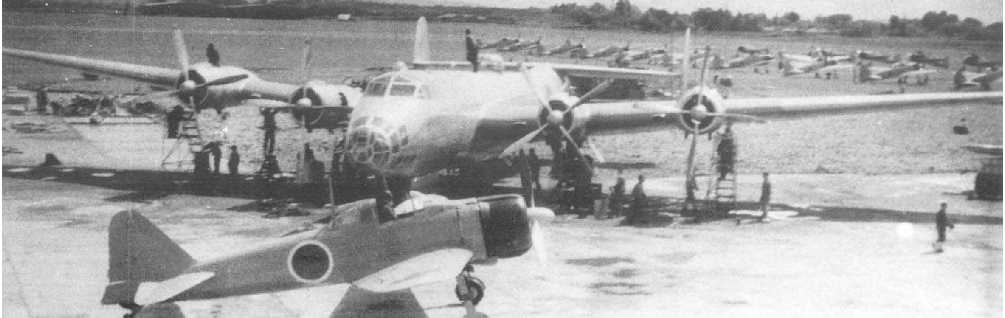
Een G5N op een vliegveld en een Mitsubishi A6M Zero op de voorgrond
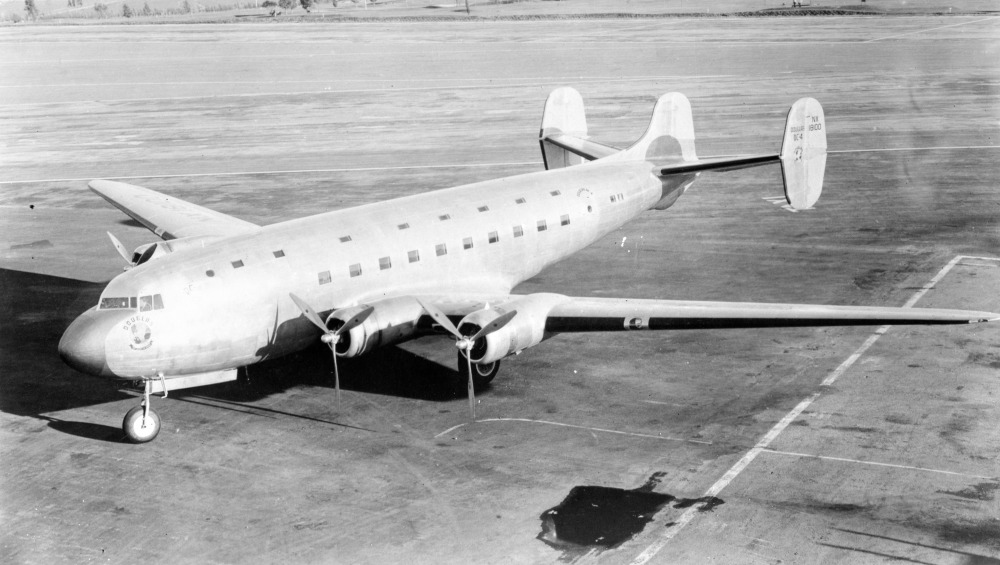
Douglas DC-4, de basis waarop de bommenwerper werd ontwikkeld